# Statut Kazimierza IV Jagiellończyka
Statut Kazimierza IV Jagiellończyka, inaczej Sudiebnik 1468 – pierwszy litewski kodeks nadany przez Kazimierza IV Jagiellończyka 29 lutego 1468 r. Zapoczątkował kodyfikację prawa litewskiego kontynuowaną w Statutach Litewskich. 
Składał się z 24 artykułów. Regulował cztery kwestie prawne. 
- Przestępstwa chłopów. Konieczność tych regulacji wynikała z postępującego w XV w. przekształcania wolnych chłopów w ludność zależną.
- Spory o ziemię. Zakazywał „zajazdów” ustanawiając jednocześnie procedury sądowe rozstrzygania tych sporów.
- Zakazywał przywłaszczania rzeczy znalezionych oraz udzielania schronienia zbiegłym ludziom niewolnym.
- Ustanawiał kary za szkody powstałe wskutek nieutrzymywania w należytym stanie dróg i mostów.

W Sudiebniku Kazimierza Jagiellończyka znalazła się po raz pierwszy w prawie litewskim definicja przestępstwa jako złamania prawa. Zniesiona została możliwość wykupu od kary śmierci.

Pomimo szczątkowego charakteru regulacji, Sudiebnik 1468 ma ogromne znaczenie dla budowania porządku prawnego w Wielkim Księstwie Litewskim. Dał początek kodyfikacjom (Statuty Litewskie), które doprowadziły system prawa litewskiego do pełnego i nowoczesnego uregulowania, stanowiącego wzór dla państw sąsiednich, również dla Polski.